# Aegidium columbianum
Aegidium columbianum är en skalbaggsart som beskrevs av John Obadiah Westwood 1845. Aegidium columbianum ingår i släktet Aegidium och familjen Hybosoridae. Inga underarter finns listade i Catalogue of Life.